# Asplenium castaneoviride
Asplenium castaneoviride är en svartbräkenväxtart som beskrevs av Bak. Asplenium castaneoviride ingår i släktet Asplenium och familjen Aspleniaceae. Inga underarter finns listade.